# US Feulen
El US Feulen es un equipo de fútbol de Luxemburgo que juega en la División de Honor de Luxemburgo, la segunda categoría nacional.

## Historia
Fue fundado en el año 1947 en la ciudad de Niederfeulen, y casi en su totalidad la pasó jugando en las ligas regionales hasta que en la temporada 2022/23 logró el ascenso a la primera División de Luxemburgo.
En la temporada 2023/24 juega por primera vez en la Copa de Luxemburgo donde fue eliminado en la segunda ronda por el F91 Dudelange por 0-4. En esa misma temporada es subcampeón de su grupo y clasifica al playoff de ascenso donde venció al FC Yellow Boys por 3-0 y con ello logró el ascenso a la División de Honor de Luxemburgo por primera vez.